# Leschenaultia reinhardi
Leschenaultia reinhardi là một loài ruồi trong họ Tachinidae.